# Leonardo Sapienza
Leonardo Sapienza RCI (ur. 18 listopada 1952 w Cassano delle Murge) – włoski duchowny katolicki,  regent Prefektury Domu Papieskiego od 2012.
1 lipca 1978 w Grottaferrata otrzymał święcenia kapłańskie. 4 sierpnia 2012 został regentem Prefektury Domu Papieskiego, zastępując odchodzącego na emeryturę biskupa Paolo De Nicolò.
9 lutego 2013 został mianowany przez Benedykta XVI protonotariuszem apostolskim de numero.

## Odznaczenia
- Krzyż Komandorski Orderu Wiernej Służby (Rumunia, 2015)[1]